# Ілія (комуна)
Ілія (рум. Ilia) — комуна у повіті Хунедоара в Румунії. До складу комуни входять такі села (дані про населення за 2002 рік):
- Ілія (1747 осіб) — адміністративний центр комуни
- Бача (371 особа)
- Бретя-Мурешане (653 особи)
- Бризнік (240 осіб)
- Валя-Лунге (155 осіб)
- Думбревіца (45 осіб)
- Куєш (89 осіб)
- Секемаш (226 осіб)
- Сирбі (496 осіб)

Комуна розташована на відстані 317 км на північний захід від Бухареста, 21 км на захід від Деви, 118 км на південний захід від Клуж-Напоки, 111 км на схід від Тімішоари.

## Населення
За даними перепису населення 2002 року у комуні проживали 4022 особи.
Національний склад населення комуни:
| Національність   | Кількість осіб | Відсоток |
| ---------------- | -------------- | -------- |
| румуни           | 3970           | 98,7%    |
| угорці           | 33             | 0,8%     |
| німці            | 5              | 0,1%     |
| турки            | 5              | 0,1%     |
| цигани           | 4              | 0,1%     |
| українці         | 2              | < 0,1%   |
| росіяни-липовани | 1              | < 0,1%   |
| словаки          | 1              | < 0,1%   |

Рідною мовою назвали:
| Мова       | Кількість осіб | Відсоток |
| ---------- | -------------- | -------- |
| румунська  | 3986           | 99,1%    |
| угорська   | 24             | 0,6%     |
| німецька   | 4              | 0,1%     |
| турецька   | 4              | 0,1%     |
| українська | 2              | < 0,1%   |
| циганська  | 1              | < 0,1%   |

Склад населення комуни за віросповіданням:
| Релігія                             | Кількість осіб | Відсоток |
| ----------------------------------- | -------------- | -------- |
| православні                         | 3708           | 92,2%    |
| п'ятдесятники                       | 206            | 5,1%     |
| римо-католики                       | 26             | 0,6%     |
| баптисти                            | 25             | 0,6%     |
| адвентисти                          | 9              | 0,2%     |
| реформати                           | 7              | 0,2%     |
| мусульмани                          | 6              | 0,1%     |
| греко-католики                      | 3              | 0,1%     |
| бретрени                            | 1              | < 0,1%   |
| лютерани                            | 1              | < 0,1%   |
| лютерани (Аугсбурзького сповідання) | 1              | < 0,1%   |
| атеїсти                             | 1              | < 0,1%   |